# پلن‌کلکولوس
پلن کلکولوس (به آلمانی: Plankalkül) یک زبان برنامه‌نویسی است که برای اهداف مهندسی توسط کنراد تسوزه بین سال‌های ۱۹۴۳ تا ۱۹۴۵ طراحی شده‌است. این اولین زبان سطح بالای مبتنی بر معماری غیر فون نیومن بود که برای یک کامپیوتر طراحی می‌شد. همچنین دستخط‌ها و نوشته‌های محاسباتی این طرح به سال 1941 بر می‌گردد
پلن کلکولوس به دلایل مختلفی از جمله شرایط بحرانی زمان جنگ و بعد از جنگ آلمان و تلاش‌های آلمان برای تجاری کردن Z3 و جانشینان آن منتشر نشد. در سال ۱۹۹۴ Zuse با فیلسوف آلمانی Heinrich Scholz ملاقات کرد و آن‌ها در مورد پلن کلکولوس با یکدیگر بحث کردند. در مارچ ۱۹۴۵ Scholz از Zuse برای به کار بردن حساب دیفرانسیل و انتگرال منطقی قدردانی کرد.
تا سال ۱۹۴۶ Zuse یک کتاب در این مورد نوشته بود که چاپ نشده باقی‌ماند. در سال ۱۹۴۸ Zuseیک مقاله در مورد پلن کلکولوس در "Archiv der Mathematik" منتشر کرد اما هنوز بازخورد لازم را جذب نکرده بود. برای مدت زیادی برنامه‌ریزی یک کامپیوتر فقط به عنوان برنامه‌نویسی با کد ماشین تلقی می‌شد. پلن کلکولوس نهایت در سال ۱۹۷۲ به‌طور فراگیر منتشر شد و اولین کامپایلر برای آن در سال ۱۹۹۸ پیاده‌سازی شد.
یک پیاده‌سازی مستقل دیگر در سال ۲۰۰۰ توسط دانشگاه آزاد برلین منتشر شد.
Plankalkül به معنی "سیستم رسمی برای برنامه ریزی" است.

## شرح
پلن کلکولس مقایسه‌ای را بین APL و جبر رابطه‌ای ایجاد نموده. این مقایسه شامل جملات انتصاب، زیر روالها، جملات شرطی، تکرار، ممیز شناور حسابی، آرایه، ساختارهای سلسله مراتبی، اعلان‌ها، مدیریت استثنا و دیگر ویژگی‌های پیشرفته مانند goal-directed execution است.
پلن کلکولوس یک نماد گذاری منحصر بفرد را که ازmultiple line Frege's Begriffsschrift استفاده می‌کرد به ارائه کرد.(در مقایسه با منطق ریاضی)

## واژه شناسی
single program توسط Zues Rechenplan به معنی برنامه محاسباتی نامیده شد و همچنین در سال ۱۹۴۴ Zues پیش‌بینی کرد که یک دستگاه باید بتواند بخواند و سپس به‌طور خودکار فرمول ریاضی یک برنامه را به یک پانچ قابل خواندن توسط ماشین ترجمه کند-که این دستگاه را Planfertigungsgerät به معنی " واحد تولید طرح" نامید

## نمونه
نماد گذاری(notation) اولیه دو بعدی بود. اما برای اولین پیاده‌سازی واقعی در دهه ۹۰، یک نماد گذاری خطی ارائه شد
مثال پایین یک برنامه را نشان می‌دهد که مقدار بیشینه ۳ متغیر را با صدا زدن تابع max ۳ محاسبه می‌کند:
```
P1 max3 (V۰[:۸٫۰],V۱[:۸٫۰],V۲[:۸٫۰]) → R۰[:۸٫۰]
max(V۰[:۸٫۰],V۱[:۸٫۰]) → Z۱[:۸٫۰]
max(Z۱[:۸٫۰],V۲[:۸٫۰]) → R۰[:۸٫۰]
END
P2 max (V۰[:۸٫۰],V۱[:۸٫۰]) → R۰[:۸٫۰]
V۰[:۸٫۰] → Z۱[:۸٫۰]
(Z۱[:۸٫۰] <V1[:۸٫۰]) → V۱[:۸٫۰] → Z۱[:۸٫۰]
Z۱[:۸٫۰] → R۰[:۸٫۰]
END
```

## نقل قول‌ها
در یک سخنرانی در سال 1957 Zuse در رابطه با امید خود به "زندگی دوباره زبان پلنکلکول بعد از مدتی (همانند زیبای خفته)" اشاره کرده بود.
Heinz Rutishauser یکی از بنیان گذاران الگول:
"Zuse در سال 1984 برای اولین بار جهت ابداع زبانی مبتنی بر الگوریتم تلاش کرد. اما طرح ایشان با وجودی که نسبتاً جامع بود، هرگز نتوانست توجهی که لیاقتش داشت را به خود اختصاص دهد."